# Marcel Janco

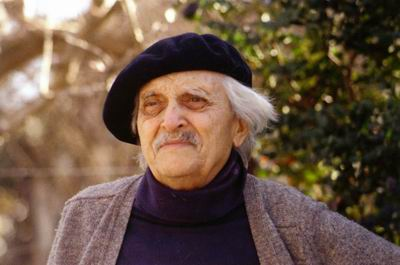
Marcel Janco (portrét)

Marcel Janco (hebrejsky: מרסל ינקו, Marsel Janko, rodným jménem Marcel Iancu; 24. května 1895 – 21. dubna 1984) byl izraelský malíř a architekt rumunského původu, a jeden ze zakladatelů dadaismu.

## Biografie
Narodil se do židovské rodiny v rumunské Bukurešti. V roce 1915 se přesunul do Švýcarska, kde studoval na Polytechnickém institutu v Curychu. Byl krajanem a přítelem Tristana Tzary, společně s nímž založil roku 1916 v curyšském kabaretu Voltaire dadaistické hnutí, jehož zakladateli byli básníci, malíři a filosofové v exilu, kteří se stavěli proti válce, agresi a měnící se světové kultuře. V roce 1921 se připojil k pařížské dadaistické skupině v Paříži, o rok později se však vrátil do Rumunska, kde získal uznání jako malíř a architekt. V roce 1941 uprchl před nacisty do britské mandátní Palestiny, kde se stal roku 1948 jedním ze zakladatelů skupiny Nové horizonty.
V roce 1953 založil uměleckou vesnici Ejn Hod poblíž severoizraelské Haify, kde po několik let učil. Ke konci svého života pomohl založit dadaistické muzeum v Ejn Hodu, nesoucí jeho jméno (muzeum Janco-Dada). To bylo založeno roku 1983 a představuje Jancovo dílo a historii dadaistického hnutí. Muzeum slavnostně otevřel prezident Chajim Herzog.
Zemřel 21. dubna 1984, deset měsíců po otevření muzea, ve věku 88 let.

## Ocenění
- V letech 1946 a 1951 byla Jancovi udělena Dizengoffova cena za malířství[5]
- V roce 1967 byl vyznamenán Izraelskou cenou za malířství[6]
- V roce 2005 byl v internetové soutěži 200 největších Izraelců zvolen 184. největším Izraelcem všech dob.[7]